# كابامبا موساسا
موساسا تشاتشو كابامبا (بالفرنسية: Musasa Kabamba)‏ (مواليد 31 مايو 1982 في كينشاسا) لاعب كرة قدم كونغولي ديمقراطي دولي يجيد اللعب في خط الهجوم . يلعب حاليا لصالح نادي ماكابي هيرزليا الإسرائيلي .

## روابط خارجية
- كابامبا موساسا على موقع اتحاد تركيا (لاعب) (الإنجليزية)
- كابامبا موساسا على موقع قاعدة بيانات كرة القدم.إي يو (الإنجليزية)
- كابامبا موساسا على موقع ناشيونال فوتبول تيمز (الإنجليزية)
- كابامبا موساسا على موقع Soccerway.com (الإنجليزية)